# New York Knicks 2022-2023
Questa voce raccoglie le informazioni riguardanti i New York Knicks nella stagione NBA 2022-2023.

## Stagione
Quella del 2022-2023 è stata la 77ª stagione della franchigia, la 77ª nella NBA, la 77ª a New York.
Il 2 aprile 2023, i Knicks hanno conquistato un posto nei playoff dopo aver saltato i playoff nella stagione precedente. Nel primo turno dei playoff NBA del 2023, hanno affrontato i Cleveland Cavaliers, vincendo la serie in cinque partite. I Knicks sono stati eliminati dai playoff al secondo turno dai Miami Heat in sei partite.

## Draft
| Giro | Scelta | Giocatore     | Ruolo | Nazionalità | Università/Squadra |
| ---- | ------ | ------------- | ----- | ----------- | ------------------ |
| 1    | 11     | Ousmane Dieng | AP    | Francia     | N.Z. Breakers      |
| 2    | 42     | Trevor Keels  | G     | Stati Uniti | Duke Blue Devils   |

Il Draft NBA 2022 si è tenuto il 23 giugno 2022. Ai Knicks spettava una scelta al primo round con cui hanno preso Ousmane Dieng, poi ceduto agli Oklahoma City Thunder, e una scelta nel secondo round con cui hanno preso Trevor Keels.

## Roster
| \| Pos. \| Num. \| Naz. \| Nome \| Altezza \| Peso \| Data nascita \| Provenienza \| \| ---- \| ---- \| ---------------------- \| ---------------------- \| ------- \| ------ \| ------------ \| ----------------- \| \| G/AP \| 9 \| Canada (bandiera) \| Barrett, R.J. \| 198 cm \| 97 kg \| 14-06-2000 \| Duke \| \| P \| 11 \| Stati Uniti (bandiera) \| Brunson, Jalen \| 188 cm \| 86 kg \| 31-08-1996 \| Villanova \| \| G/AP \| 13 \| Francia (bandiera) \| Fournier, Evan \| 198 cm \| 93 kg \| 29-10-1992 \| France \| \| G \| 6 \| Stati Uniti (bandiera) \| Grimes, Quentin \| 196 cm \| 93 kg \| 08-05-2000 \| Houston \| \| G/AP \| 3 \| Stati Uniti (bandiera) \| Hart, Josh \| 193 cm \| 98 kg \| 06-03-1995 \| Villanova \| \| C \| 55 \| Germania (bandiera) \| Hartenstein, Isaiah \| 213 cm \| 113 kg \| 05-05-1998 \| Germania \| \| G/AP \| 8 \| Stati Uniti (bandiera) \| Jeffries, DaQuan \| 196 cm \| 102 kg \| 30-08-1997 \| Tulsa \| \| G \| 0 \| Stati Uniti (bandiera) \| Keels, Trevor (TW) \| 196 cm \| 100 kg \| 26-08-2003 \| Duke \| \| P \| 2 \| Stati Uniti (bandiera) \| McBride, Miles \| 188 cm \| 91 kg \| 08-09-2000 \| West Virginia \| \| P/G \| 5 \| Stati Uniti (bandiera) \| Quickley, Immanuel \| 188 cm \| 86 kg \| 17-06-1999 \| Kentucky \| \| AG \| 30 \| Stati Uniti (bandiera) \| Randle, Julius \| 203 cm \| 113 kg \| 29-11-1994 \| Kentucky \| \| C \| 23 \| Stati Uniti (bandiera) \| Robinson, Mitchell \| 213 cm \| 109 kg \| 01-04-1998 \| Chalmette HS (LA) \| \| AG \| 18 \| Stati Uniti (bandiera) \| Roby, Isaiah \| 203 cm \| 104 kg \| 03-02-1998 \| Nebraska \| \| P \| 4 \| Stati Uniti (bandiera) \| Rose, Derrick \| 191 cm \| 91 kg \| 04-10-1988 \| Memphis \| \| C \| 45 \| Stati Uniti (bandiera) \| Sims, Jericho \| 206 cm \| 113 kg \| 20-10-1998 \| Texas \| \| AG \| 1 \| Stati Uniti (bandiera) \| Toppin, Obi \| 206 cm \| 100 kg \| 04-03-1998 \| Dayton \| \| P/G \| 44 \| Stati Uniti (bandiera) \| Washington, Duane (TW) \| 191 cm \| 89 kg \| 24-03-2000 \| Ohio State \| | Allenatore - Tom Thibodeau Assistente/i - Rick Brunson - Johnnie Bryant (socio) - Darren Erman - Andy Greer - Larry Greer Legenda - (C) Capitano - (FA) Free agent - (S) Sospeso - (TW) Contratto Two-way - (GL) Assegnato a squadra G League affiliata - Infortunato Roster • Transazioni · Ultima transazione: 12 maggio 2023 |                        |                        |         |        |              |                   |
| Pos. | Num. | Naz.                   | Nome                   | Altezza | Peso   | Data nascita | Provenienza       |
| G/AP | 9 | Canada (bandiera)      | Barrett, R.J.          | 198 cm  | 97 kg  | 14-06-2000   | Duke              |
| P | 11 | Stati Uniti (bandiera) | Brunson, Jalen         | 188 cm  | 86 kg  | 31-08-1996   | Villanova         |
| G/AP | 13 | Francia (bandiera)     | Fournier, Evan         | 198 cm  | 93 kg  | 29-10-1992   | France            |
| G | 6 | Stati Uniti (bandiera) | Grimes, Quentin        | 196 cm  | 93 kg  | 08-05-2000   | Houston           |
| G/AP | 3 | Stati Uniti (bandiera) | Hart, Josh             | 193 cm  | 98 kg  | 06-03-1995   | Villanova         |
| C | 55 | Germania (bandiera)    | Hartenstein, Isaiah    | 213 cm  | 113 kg | 05-05-1998   | Germania          |
| G/AP | 8 | Stati Uniti (bandiera) | Jeffries, DaQuan       | 196 cm  | 102 kg | 30-08-1997   | Tulsa             |
| G | 0 | Stati Uniti (bandiera) | Keels, Trevor (TW)     | 196 cm  | 100 kg | 26-08-2003   | Duke              |
| P | 2 | Stati Uniti (bandiera) | McBride, Miles         | 188 cm  | 91 kg  | 08-09-2000   | West Virginia     |
| P/G | 5 | Stati Uniti (bandiera) | Quickley, Immanuel     | 188 cm  | 86 kg  | 17-06-1999   | Kentucky          |
| AG | 30 | Stati Uniti (bandiera) | Randle, Julius         | 203 cm  | 113 kg | 29-11-1994   | Kentucky          |
| C | 23 | Stati Uniti (bandiera) | Robinson, Mitchell     | 213 cm  | 109 kg | 01-04-1998   | Chalmette HS (LA) |
| AG | 18 | Stati Uniti (bandiera) | Roby, Isaiah           | 203 cm  | 104 kg | 03-02-1998   | Nebraska          |
| P | 4 | Stati Uniti (bandiera) | Rose, Derrick          | 191 cm  | 91 kg  | 04-10-1988   | Memphis           |
| C | 45 | Stati Uniti (bandiera) | Sims, Jericho          | 206 cm  | 113 kg | 20-10-1998   | Texas             |
| AG | 1 | Stati Uniti (bandiera) | Toppin, Obi            | 206 cm  | 100 kg | 04-03-1998   | Dayton            |
| P/G | 44 | Stati Uniti (bandiera) | Washington, Duane (TW) | 191 cm  | 89 kg  | 24-03-2000   | Ohio State        |

## Uniformi
- Casa

| Association |

- Trasferta

| Icon |

- Alternativa

| Statemant |

- Alternativa

| City |

- Alternativa

| City |

## Classifiche

### Atlantic Division
| Atlantic Division      | V  | S  | V%   | PR   | Casa  | Trasf | Div  | PG |
| ---------------------- | -- | -- | ---- | ---- | ----- | ----- | ---- | -- |
| y – Boston Celtics     | 57 | 25 | .695 | 1,0  | 32–9  | 25–16 | 11–5 | 82 |
| x – Philadelphia 76ers | 54 | 28 | .659 | 4,0  | 29–12 | 25–16 | 10–6 | 82 |
| x – N.Y. Knicks        | 47 | 35 | .573 | 11,0 | 23–18 | 24–17 | 8–8  | 82 |
| x – Brooklyn Nets      | 45 | 37 | .549 | 13,0 | 23–18 | 22–19 | 7–9  | 82 |
| pi – Toronto Raptors   | 41 | 41 | .500 | 17,0 | 27–14 | 14–27 | 4–12 | 82 |

### Eastern Conference
| Eastern Conference | Eastern Conference      | Eastern Conference | Eastern Conference | Eastern Conference | Eastern Conference | Eastern Conference |
| #                  | Squadra                 | V                  | S                  | V%                 | PR                 | PG                 |
| ------------------ | ----------------------- | ------------------ | ------------------ | ------------------ | ------------------ | ------------------ |
| 1                  | z – Milwaukee Bucks *   | 58                 | 24                 | .707               | –                  | 82                 |
| 2                  | y – Boston Celtics *    | 57                 | 25                 | .695               | 1,0                | 82                 |
| 3                  | x – Philadelphia 76ers  | 54                 | 28                 | .659               | 4,0                | 82                 |
| 4                  | x – Cleveland Cavaliers | 51                 | 31                 | .622               | 7,0                | 82                 |
| 5                  | x – N.Y. Knicks         | 47                 | 35                 | .573               | 11,0               | 82                 |
| 6                  | x – Brooklyn Nets       | 45                 | 37                 | .549               | 13,0               | 82                 |
|                    |                         |                    |                    |                    |                    |                    |
| 7                  | y – Miami Heat *        | 44                 | 38                 | .537               | 14,0               | 82                 |
| 8                  | x – Atlanta Hawks       | 41                 | 41                 | .500               | 17,0               | 82                 |
| 9                  | pi – Toronto Raptors    | 41                 | 41                 | .500               | 17,0               | 82                 |
| 10                 | pi – Chicago Bulls      | 40                 | 42                 | .488               | 18,0               | 82                 |
|                    |                         |                    |                    |                    |                    |                    |
| 11                 | Indiana Pacers          | 35                 | 47                 | .427               | 23,0               | 82                 |
| 12                 | Wash. Wizards           | 35                 | 47                 | .427               | 23,0               | 82                 |
| 13                 | Orlando Magic           | 34                 | 48                 | .415               | 24,0               | 82                 |
| 14                 | Charlotte Hornets       | 27                 | 55                 | .329               | 31,0               | 82                 |
| 15                 | Detroit Pistons         | 17                 | 65                 | .207               | 41,0               | 82                 |

Note:
- z – Fattore campo per gli interi playoff
- c – Fattore campo per le finali di Conference
- y – Campione della division
- x – Qualificata ai playoff
- p – Qualificata ai play-in
- e – Eliminata dai playoff
- * – Leader della division

## Risultati

### Preseason
|  | Denota le partite vinte |
|  | Denota le partite perse |

### Regular season
|  | Denota le partite vinte |
|  | Denota le partite perse |

### Play-off
|  | Denota le partite vinte |
|  | Denota le partite perse |